# 진도지산중학교
진도지산중학교(珍島智山中學校)는 대한민국 전라남도 진도군 지산면 인지리에 있는 사립 중학교이다.

## 학교 연혁
- 1968년 4월 7일 : 김성자, 김하자 선생이 개교
- 1969년 9월 20일 : 학교법인 지산학원 설립 인가 (초대 이사장 김하자 선생 취임)
- 1969년 11월 17일 : 진도지산중학교 설립 인가(초대 교장 김성자 선생 취임)
- 2004년 1월 17일 : 제9대 이사장 김하자 선생 취임
- 2024년 3월 1일 : 제16대 박귀섬 교장 취임
- 2025년 1월 10일 : 제55회 21명 졸업(총 8,075명 졸업)

## 참고 자료
- 진도지산중학교 - 한국교육학술정보원 학교알리미